# Atletica leggera ai Giochi della XXIX Olimpiade - 400 metri piani femminili

Video della Finale

Ai Giochi della XXIX Olimpiade, tenutisi a Pechino nel 2008, la competizione dei 400 metri piani femminili si è svolta dal 16 al 19 agosto presso lo Stadio nazionale di Pechino.

## Presenze ed assenze delle campionesse in carica
| Competizione         | Atleta             | Prestazione | Pechino 2008 |
| -------------------- | ------------------ | ----------- | ------------ |
| Olimpiadi 2004       | Tonique Williams   | 49”41       | Infortun.    |
| Commonwealth 2006    | Christine Ohuruogu | 50”28       | Presente     |
| Europei 2006         | Vania Stambolova   | 49”85       | Squalificata |
| Coppa del mondo 2006 | Sanya Richards     | 48”70       | Presente     |
| Asiatici 2006        | Olga Tereshkova    | 51”86       | Presente     |
| Panamericani 2007    | Ana Guevara        | 50”34       | Ritirata     |
| Africani 2007        | Amantle Montsho    | 51”13       | Presente     |
| Mondiali 2007        | Christine Ohuruogu | 49”61       | Presente     |
|                      |                    |             |              |
| Mondiali junior 2004 | Natasha Hastings   | 52”04       | 5° ai Trials |

1. ↑  Sotto la bandiera della Gran Bretagna.

## Cronoprogramma
| 7 Batterie   | 16 agosto, ore 12:10 | 50 partenti   | Si qualificano le prime 3 + i 3 migliori tempi. |
| 3 Semifinali | 17 agosto, ore 21:00 | 8 + 8 + 8     | Si qualificano le prime 2 + i 2 migliori tempi. |
| Finale       | 19 agosto, ore 22:10 | 8 concorrenti |                                                 |

## Gara
Sanya Richards (USA) stabilisce il miglior tempo sia in batteria (50"54) sia in semifinale (seconda serie, 49"90) con una partenza al fulmicotone. Nella prima semifinale, la campionessa mondiale Christine Ohuruogu (50"14) prevale su Shericka Williams (50"28).
In finale la Richards ripete la partenza della semifinale ed è prima a 3/4 di gara: 35"8 contro 36"0 della russa Gušĉina e 36"3 della connazionale Firova. Sul rettilineo finale, nel momento di massima spinta, l'americana accusa un dolore al quadricipite femorale ed è costretta a rallentare. La Ohuruogu (GB) e la Williams (USA), che hanno ripartito meglio lo sforzo, passano in testa e disputano la volata per l'oro. Prevale la britannica per 7 centesimi. La Richards non molla ed agguanta il bronzo.

## Squalifica per doping
Otto anni dopo l'agenzia antidoping del CIO ha riesaminato i campioni prelevati dopo la gara sulle atlete salite sul podio. Due atlete russe, Anastasija Kapačinskaja e Tat'jana Firova, rispettivamente quinta e stesa, sono risultate positive. Successivamente sono state entrambe squalificate.

## Finale
Mercoledì, 19 agosto, ore 22:10. Stadio nazionale di Pechino.
| Pos | Paese         | Atleta                  | Tempo | Note                                    |
| --- | ------------- | ----------------------- | ----- | --------------------------------------- |
|     | Gran Bretagna | Christine Ohuruogu      | 49"62 | Miglior prestazione mondiale stagionale |
|     | Giamaica      | Shericka Williams       | 49"69 |                                         |
|     | Stati Uniti   | Sanya Richards          | 49"93 |                                         |
| 4   | Russia        | Julija Guščina          | 50"01 |                                         |
| 5   | Giamaica      | Rosemarie Whyte         | 50"68 |                                         |
| 6   | Botswana      | Amantle Montsho         | 51"18 |                                         |
| dq  | Russia        | Anastasija Kapačinskaja | 50"03 |                                         |
| dq  | Russia        | Tat'jana Firova         | 50"11 |                                         |

Il tempo della vincitrice è il più alto dai Giochi di Monaco 1972.
Legenda:
- MS = Migliore prestazione mondiale dell'anno;
- RN = Record nazionale;
- RP = Record personale;
- NP = Non partita.